# پیتر آیزنمن
پیتر دیوید آیزنمن (انگلیسی: Peter David Eisenman؛ متولد ۱۹۳۲ نیوجرزی)، معمار آمریکایی است. وی یکی از پنج عضو گروه معماری نیویورک پنج (انگیلیسی: New york Five) است. آیزنمن بابت صحبت‌ها و کتاب‌هایش در رابطه با معماری همانند طراحی‌هایش که high modernist یا deconstructive خوانده میشوند، معروف است. 
او دارای مدرک کارشناسی معماری از دانشگاه کرنل، کارشناسی ارشد معماری از دانشگاه کلمبیا و پی‌اچ‌دی معماری دانشگاه کمبریج است.
پیتر آیزنمن در ۱۱ آگوست ۱۹۳۲ در نیوآرک نیوجرسی به دنیا آمد. او پدر و مادری یهودی داشت آیزنمن، تحصیلات اولیه خود را در شهر زادگاه خویش سپری نمود و بعد از گرفتن مدرک دیپلم، برای تحصیل در رشته معماری دانشگاه کرنل، به شهر ایتاکا در ایالات نیویورک سفر کرد. او بعد از فارغ‌التحصیلی از این دانشگاه، در مقطع کارشناسی ارشد دانشگاه کمبریج مشغول به تحصیل شد. وی توانست به خاطر استعداد شگرفی که داشت، به راحتی از این دانشگاه پذیرش دریافت کند. آیزنمن بعد از سال‌ها تحصیل، نهایتاً موفق به گرفتن مدرک دکترا از دانشگاه کمبریج گشت.
آیزنمن بعد از فارغ‌التحصیلی از دانشگاه کمبریج، در نقش یک تئوریسین و منتقد حوزه معماری در نیویورک به فعالیت خود ادامه داد، ولی در سال ۱۹۶۹، آغاز به اجرای طرح‌های آزمایشی ده‌گانه‌ای نمود که از قبل، آن‌ها را در ذهن خود داشت. از میان این طرح‌های جالب، تنها ۴ موردشان اجرایی شدند و چنان موفقیتی را برای آیزنمن به همراه داشتند که سبب شدند نام او سریعاً جهانی شود. همین موضوع، باعث آشنایی او با چهار نفر از معماران بزرگی گشت که بعدها در کنار او، لقب به ۵ معمار بزرگ شهر نیویورک را گرفتند.
پیتر آیزنمن که بنیانگذار سبک دیکانستراکشن در معماری است، آثار زیادی با این سبک دارد. با این وجود، او در ابتدا به مانند چهار عضو دیگر گروه ۵ معمار بزرگ نیویورک، نظریه‌های معماران مدرنیستی مانند لوکوربوزیه را سرمشق کار خود نهاده بود و فقط بعد از مدتی توانست با مطالعه فلسفه دیکانستراکشن ژاک دریدا، صاحب سبک شود. به همین خاطر، امروزه او با عناوینی مثل فرم‌گرا، پیشرو و حتی انحرافی شناخته می‌شود.
دیکانستراکتیویسم تلاش دارد تا ساختار اندیشه و نظم محوری را که به جهان ما تحمیل گشته، مورد تغییر قرار دهد. چنین معنایی که به وسیله ساختاری نظام یافته تحمیل می‌گردد، تفسیرهای دیگری که در همان حیطه با اعتباری یکسان عرضه می‌گردند را سرکوب نموده و امکان تنوع فکری و ذهنی بیرون از این چارچوب را خصوصاً از مخاطب می‌گیرد.

## ترجمه آثار به فارسی
- تأخر، ترجمهٔ مرتضی نیک‌فطرت و حسام عشقی صنعتی، تهران: فکرنو. ۱۳۹۹.
- پیتر آیزنمن در گفتگو با معماران و فیلسوفان، ویراستاری ولادان دیوکیچ و پیتار بویانیچ، ترجمه احسان حنیف، نشر فکر نو، ۱۳۹۸. شابک ۹۷۸-۶۰۰-۶۹۸۵-۵۴-۱
- بنیان فرمیک معماری مدرن. آیزنمن، پیتر. ترجمه مسعود حبیبی، علی کاکاوند. مشهد: کتابکده کسری، ۱۳۹۵. شابک ۹۷۸-۶۰۰-۶۵۰۹-۴۶-۴
- ابرانتقادی. گفتگو پیتر آیزنمن و رم کولهاس، ترجمه پویان روحی. مشهد: کتابکده کسری، ۱۳۹۴. شابک ۹۷۸-۶۰۰-۶۵۰۹-۴۸-۸
- پیتر آیزنمن. سیلویا کاسارا، ترجمه سیامک پناهی. تهران، پرهام نقش، ۱۳۹۲.